# Nexus 6

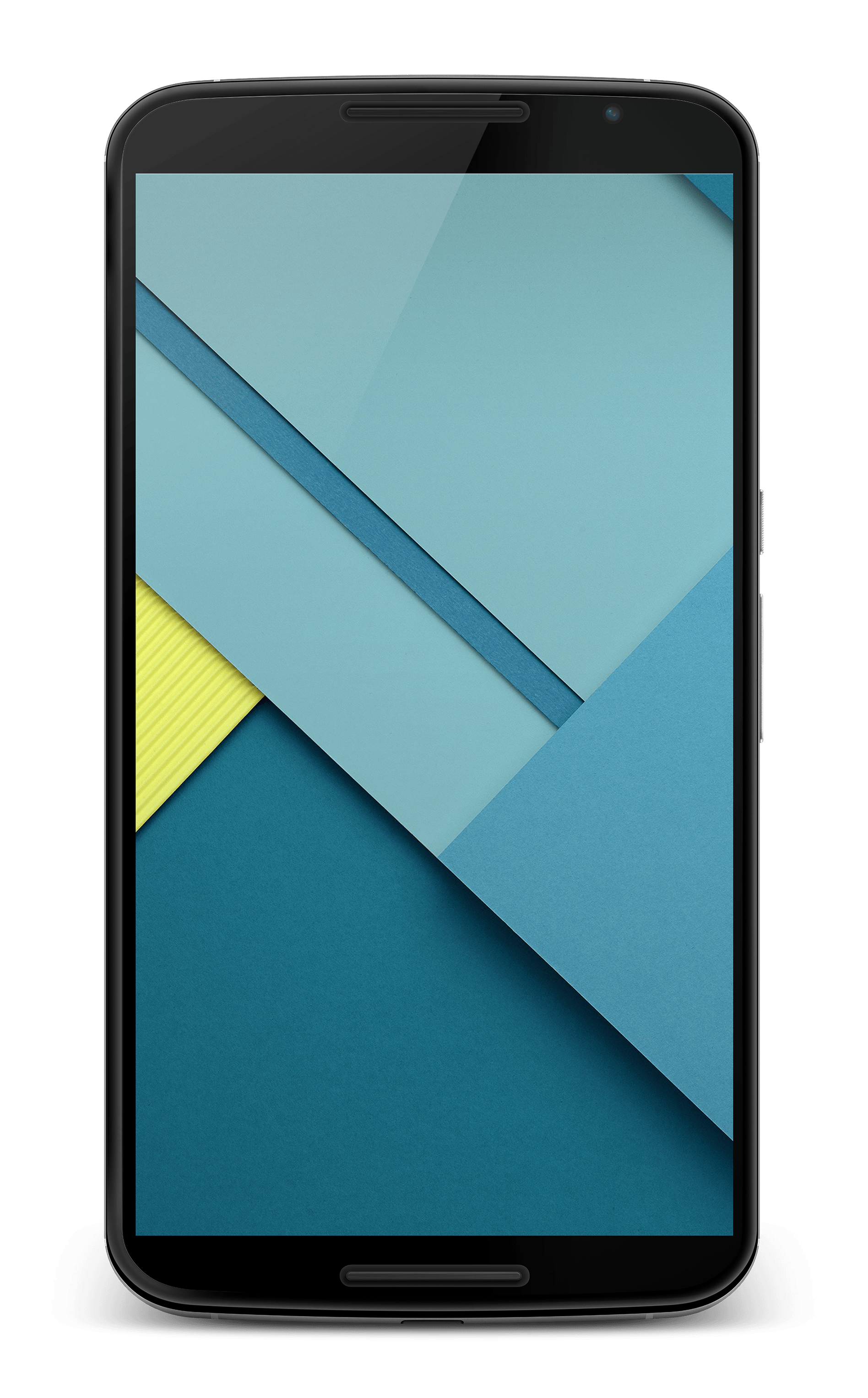

Nexus 6 — смартфон з лінійки Google Nexus 2014 року, що працює під управлінням операційної системи Android.
Пристрій був розроблений спільними зусиллями компаній Motorola і Google Inc. Перший смартфон, що працює на операційній системі Android версії 5.0 Lollipop. Офіційний анонс відбувся 15 жовтня 2014.
Пристрій відноситься до фаблетів — з 6-дюймовим AMOLED екраном (розмір екрану: 5,96 дюймів), має роздільну здатність QHD (2560 × 1440).
Nexus 6 оснащений 13-мегапіксельною основною і 2-мегапіксельною фронтальною камерами, процесором на базі Qualcomm Snapdragon 805 з частотою 2,7 ГГц, має 3 гігабайти оперативної пам'яті і вбудований накопичувач на 32 або 64 гігабайти. Вартість моделі з 32 ГБ становить $ 649.